# Mariano Arista
Pour les articles homonymes, voir Arista.
José Mariano Martín Buenaventura Ignacio Nepomuceno García de Arista Nuez (26 juillet 1802, San Luis Potosí – 7 août 1855, Lisbonne) est un militaire, général de l'armée, proche de Antonio López de Santa Anna. Nommé président de la République du Mexique en 1851 après la fin du mandat du président José Joaquín Herrera et après un coup d'état militaire, il doit assumer la fonction présidentielle jusqu'au retour du président à vie, Santa Anna, au pouvoir. Mais croyant garder le pouvoir définitivement, il se fait proclamer président à vie à son tour. Les républicains s'y opposent tout comme l'armée, fidèle à Santa Anna. Isolé, il est contraint à la démission et à l'exil en janvier 1853. La république se remet en place mais cela n'empêche pas Santa Anna de revenir au pouvoir en avril 1853. Celui-ci, oblige Arista, qui l'a trahi, à rester en exil. Arista meurt ainsi au Portugal soit quelques jours avant la chute définitive de Santa Anna en 1855.

## Biographie
Il s'engage dans l'armée espagnole à l'âge de 15 ans comme cadet du régiment provincial de Puebla. En juin 1821, Arista rejoint les rangs de l'armée révolutionnaire de Agustín de Iturbide. Il sert ensuite sous les ordres de Antonio López de Santa Anna, lors de sa tentative de venir à bout de la rébellion du Texas en 1836. En 1838, il est capturé par les Français lors de la bataille de Veracruz. En 1846, Arista est nommé commandant de l'Armée du Nord et chargé d'expulser les troupes américaines qui occupent le territoire mexicain situé entre le Río Grande et la rivière Nueces. Les engagements qui en résultent déclenchent la sanglante guerre américano-mexicaine de 1846 à 1848. Arista assume le commandement lors des batailles de Palo Alto et du Resaca de la Palma.
Les talents militaires d'Arista sont sujets à débats pour ceux qui étudièrent le conflit. Arista est un libéral - membre de la faction libérale du Mexique et donc un adversaire politique des généraux conservateurs de son état-major. Lors des deux batailles, Arista est très mal secondé par des officiers qui n'apprécient pas ses idées politiques. Après Resaca de la Palma, le gouvernement mexicain retire le commandement à Arista. Bien qu'il soit plus tard acquitté de toute faute lors des défaites de Palo Alto et Resaca de la Palma, Arista ne sera pendant le reste de la guerre qu'un fonctionnaire ne voyant que peu de combats. De juin 1848 à janvier 1851, il est secrétaire d'état à la Marine. Le 8 janvier 1851, le congrès déclare Arista Président Constitutionnel, il succède à José Joaquín Herrera et tente de réorganiser les finances et l'armée. La résistance des conservateurs et une  révolte fomentée par ces derniers forcent Arista à la démission en 1853. Il meurt à Lisbonne au Portugal en 1855. En 1880, les restes d'Arista sont ramenés au Mexique où la faction Libérale le déclare benemérito de la patria (héros national), par décret du 26 janvier 1856.